# Raïon de Choumilina
Le raïon de Choumilina (en biélorusse : Шумілінскі раён, Choumilinski raïon) ou raïon de Choumilino (en russe : Шумилинский район, Choumilinski raïon) est une subdivision de la voblast de Vitebsk, en Biélorussie. Son centre administratif est la commune urbaine de Choumilina.

## Géographie
Le raïon couvre une superficie de 1 695,4 km2, dans le centre de la voblast. Le raïon de Choumilina est limité au nord par le raïon de Polatsk et le raïon de Haradok, à l'est par le raïon de Vitebsk, au sud par le raïon de Bechankovitchy et à l'ouest par le raïon d'Ouchatchy.

## Histoire
Le raïon a été créé le 17 juillet 1924 mais fut d'abord appelé raïon de Sirotsine, du nom de son centre administratif, le village de Sirotsine (en biélorusse : Сіроцін) ou Sirotino (en russe : Сиротино). En 1927, le centre fut transféré à Choumilina, mais le raïon ne devint le raïon de Choumilina que le 13 novembre 1961. Dans le cadre d'une réforme administrative de la RSS de Biélorussie, le raïon de Choumilina fut supprimé le 25 décembre 1962 et son territoire rattaché au raïon de Vitebsk. Il fut rétabli le 30 juillet 1966.

## Population

### Démographie
Les résultats des recensements de la population (*) font apparaître une forte baisse de la population depuis 1959. Cette baisse s'est accélérée dans les premières années du XXIe siècle.
La très faible densité de population (12 hab/km2) est en baisse, ce qui est en cohérence avec la diminution de la population.
| 1959*  | 1970*  | 1979*  | 1989*  | 1999*  | 2009*  |
| ------ | ------ | ------ | ------ | ------ | ------ |
| 38 877 | 32 101 | 29 160 | 28 077 | 26 603 | 20 716 |

### Nationalités
Selon les résultats du recensement de 2009, la population du raïon se composait de deux nationalités principales :
- 92,24 % de Biélorusses ;
- 6,09 % de Russes.

### Langues
En 2009, la langue maternelle était le biélorusse pour 68,02 % des habitants du raïon de Choumilina et le russe pour 31,44 %. Le biélorusse était parlé à la maison par 21,16 % de la population et le russe par 78,55 %.